# Taille (voix)
Dans la musique occidentale, et plus précisément au sein de la musique baroque française,  la taille ou haute-taille est la partie vocale intermédiaire entre la haute-contre et la basse-taille. Elle est notée en clef d'ut 4e et a un ambitus s'étendant du do2 au sol3. La voix de taille est une voix de ténor grave, parfois appelée ultérieurement voix de « baryténor », alors que la haute-contre est un ténor très aigu, et la basse-taille équivaut peu ou prou aux catégories modernes de la basse chantante ou du baryton-basse ou tout simplement du baryton.
Selon Sébastien de Brossard, la « taille » ou « taille naturelle » est la voix « que presque tous les hommes faits peuvent chanter » et a un ambitus allant du mi2 au fa3, ambitus qui est étendu au la3 au cas des hautes-taille, autrement dites « premières tailles ».
Cette voix, utilisée en France jusqu'à la fin du XVIIIe siècle, plus dans le domaine de la musique chorale que pour le chant soliste, est par la suite progressivement abandonnée au profit des voix de ténor et de baryton dans leurs acceptions modernes.